# جودي دلاميني
جودي دلاميني (مواليد 10 تموز/يوليو 1959-) هي سيدة أعمال وكاتبة من جنوب إفريقيا، ورئيسة جامعة ويتواترسراند، والرئيسة المؤسسة لمجموعة شركات مبيكاني. شغلت منصب رئيسة مجلس إدارة شركة آسبين فارمكير من نوفمبر2007 وحتى ديسمبر2015 بينما كانت تشغل في الوقت نفسه منصب مديرة غير تنفيذية من يوليو 2005 حتى ديسمبر 2015. في عام 2020 صنفتها مجلة فوربس كواحدة من أقوى 50 امرأة في إفريقيا. وفي عام 2022 أدرجتها مجلة فوربس كواحدة من أكثر من 50 امرأة تقود الطريق في جميع أنحاء أوروبا والشرق الأوسط وإفريقيا.

## كتب ومؤلفات
- ولد ليكون عظيماً: شخصيات إفريقية لامعة وناجحة.
- متساوون ولكن مختلفون: قصص عن نساء رياديات: التغلب على الطبقة الاجتماعية، العرق، والنوع الاجتماعي.
- الحكاية الأخرى، دردشة جانبية مع إفريقيين ناجحين.[7]